# Егерухайское сельское поселение
Егерухайское сельское поселение — муниципальное образование в составе Кошехабльского муниципального района Республики Адыгея России.
Административный центр — аул Егерухай.

## История
Сельское поселение названа в честь одного из адыгских кланов — егерукаевцев (адыг. еджэрыкъуай). Большая часть которых в ходе русско-черкесской (кавказской) войны пали на полях сражений, по окончании военной кампании оставшиеся егерукаевцы практически в полном составе были выселены из Кавказа.

## Население
| 2002  | 2010  | 2011  | 2012  | 2013  | 2014  | 2015  |
| ----- | ----- | ----- | ----- | ----- | ----- | ----- |
| 1755  | ↘1617 | →1617 | ↗1620 | ↘1614 | ↘1608 | ↗1620 |
| 2016  | 2017  | 2018  | 2019  | 2020  | 2021  | 2023  |
| ↗1621 | ↗1628 | ↗1635 | ↘1610 | ↗1618 | ↘1557 | ↘1550 |
| 2024  |       |       |       |       |       |       |
| ↗1558 |       |       |       |       |       |       |

## Состав сельского поселения
| № | Населённый пункт | Тип населённого пункта      | Население |
| - | ---------------- | --------------------------- | --------- |
| 1 | Егерухай         | аул, административный центр | ↗1558     |
| 2 | Соколов          | хутор                       | →0        |

## Национальный состав
По переписи населения 2010 года, все из 1 617 проживающих в сельском поселении указали свою национальность:
- адыгейцы — 1 587 чел. (98,63 %),
- русские — 16 чел. (1,00 %),
- кабардинцы — 8 чел. (0,50 %),
- черкесы — 6 чел. (0,37 %).